# Croquembouche

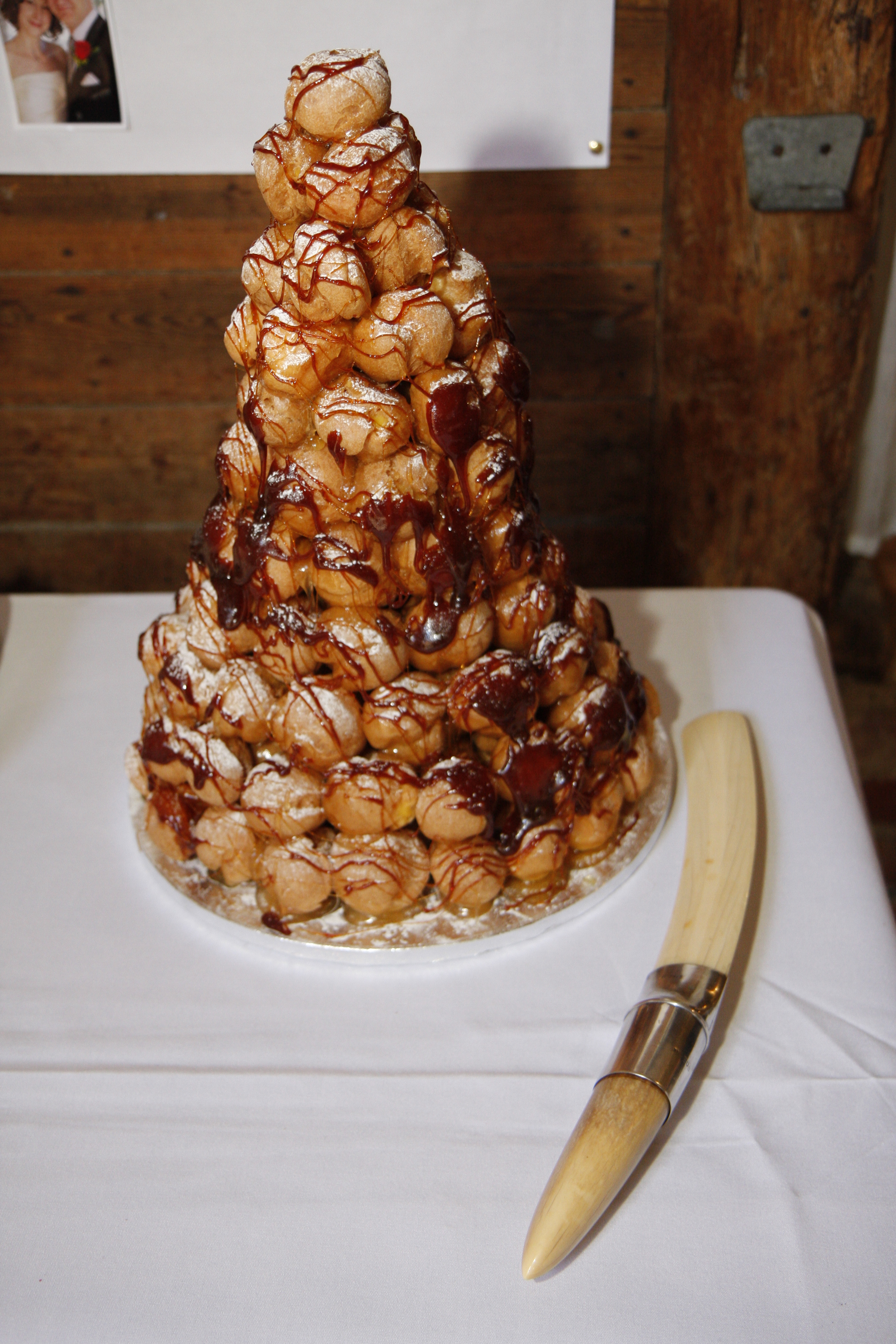
Um tradicional croquembouche.

Um croquembouche (francês: [kʁɔ.kɑ̃.buʃ]) ou croque-en-bouche é uma sobremesa francesa que consiste em folhados de massa choux empilhados em um cone e amarrados com fios de caramelo. Na Itália e na França, é frequentemente servido em casamentos, batizados e primeiras comunhões.

## Nome
O nome vem da frase francesa croque en bouche, que significa "crocante na boca". 

## Apresentação
Um croquembouche é composto de profiteroles (geralmente recheados de creme) empilhados em um cone e amarrados com açúcar. Também pode ser decorado com outros produtos de confeitaria, como amêndoas açucaradas, chocolate e flores comestíveis. Às vezes é coberto de macarons ou ganache.  

## História
A invenção do croquembouche é frequentemente atribuída a Antonin Carême,  que o inclui em seu livro de receitas de 1815 Le Pâtissier royal parisien, mas é mencionado já em 1806, na enciclopédia culinária de André Viard, Le Cuisinier Impérial, e no livro de 1815 L'Art du Cuisinier de Antoine Beauvilliers. Na enciclopédia de Viard e em outros textos antigos (por exemplo, Néo-physiologie du gout), está incluído nas listas de entremets — pratos elaborados, tanto salgados quanto doces, que eram servidos entre os pratos durante grandes banquetes.